# Coràsmia
Coràsmia, anomenada Khivà en el període post mongol, és una regió de la part inferior de l'Amudarià (Oxus).
En època musulmana es considerava que el seu límit sud era Tahiriyya a cinc dies de viatge cap al sud de l'Amul-i-Shatt (modern Cardjuy) on es creuaven les rutes de caravanes entre gran Khorasan i Bukharà, i al sud del congost de la «Boca del Lleó»" (Dahan-i-Shir) prop de la moderna vila de Duldul Atlaghan (propera de Pitnyak). Al segle xi l'historiador ghaznèvida Baybaki situava el límit a Darghand (Darughan Ata), just al nord del congost de la "Boca del Lleó" (Dahan-i-Shir), al sud de la qual el riu formava una zona deltaica amb nombrosos braços i canals fins a la mar d'Aral.

## Història
La terra de Huwarazmish és coneguda al temps dels aquemènides. Va proveir la pedra blava que va servir per decorar el palau de Darios I el Gran a Susa. Heròdot l'esmenta com la terra de la «Plana del riu Akes» (Oxus) i la considera possessió aquemènida. Assenyalà la presència a l'exèrcit de Xerxes d'una divisió de soldats de Coràsmia i Pàrtia, dirigides per Artabazos fill de Farnaces, i diu que els soldats estaven equipats igual que els bactrians, amb barrets, llances curtes com les dels medes, i arcs.
Quan Alexandre el Gran va conquerir l'Imperi Persa, Coràsmia segurament era independent. El rei del país, Farasmanes, va anar a visitar Alexandre a Bactriana el 328 aC amb 1.500 cavallers i reclamava tota l'estepa occidental entre Coràsmia i Còlquida.

### Període preislàmic

#### Dinastia siyavúixida
Posteriorment Coràsmia desapareix de la història. Alguna referència fragmentària consta de l'obra del musulmà Al-Biruni (mort vers 1050) que a Al-Athar al-Bakiya hi dedica un capítol. Segons Al-Biruni el país fou colonitzat vers el 1292 aC quan va arribar al país l'heroi de l'epopeia iraniana Siyavuix i el seu fill Khusraw (Còsroes) va pujar al tron vers 1200 aC. Al-Biruni dona els noms dels successius reis (22) a partir de la pujada al tron de la dinastia afríghida de xas (shahs) fundada suposadament per Afrigh el 305.

#### Dinastia afríghida
El segle I i II apareix a les cròniques xineses amb el nom de Yue-kien, que diu que la capital era a Gurgandj (després Urgendj) a la riba esquerra del riu Amudarià, però Claudi Ptolemeu situa el centre a la riba dreta, el que correspon al palau reial excavat per Tolstov a Toprakkala, i a la capital coneguda més tard dels Afríghides, Kath, o bé a Fir (Al-Fil). Les excavacions arqueològiques soviètiques van descobrir monedes i inscripcions que han establert amb força probabilitat que el canvi de la dinastia siyavushida a la afríghida no es va produir el 305, sinó entorn del començament de l'era cristiana, quan l'era cronològica de Coràsmia va canviar (cosa que cal lligar a l'adveniment d'una nova dinastia) i que anteriorment el regne hauria estat subjecte als parts segons mostren les fortes influències arsàcides a les monedes. L'arqueologia també ha permès reconstruir la vida econòmica i social. Les monedes i documents trobats a les excavacions del palau de Toprakkala, donen els noms de diversos reis, cap dels quals (excepte dos) és coincident amb els 22 de la llista d'Al-Biruni. És possible fins i tot que el primer rei no fos Afrigh i, per tant, el nom tradicional de la dinastia no sigui el correcte.
Coràsmia va patir incursions de pobles escites com els massàgetes i els saces sota la dinastia siyavushida, i dels oghuz turcs en època preislàmica o islàmica. Al segle X un grup de turcs oghuz estava instal·lat a la desembocadura del Sirdarià. Se sap que la dinastia afríghida tenia un festiva anyal anomenat faghburiyya («expedició del rei»", faghbur derivaria de l'iranià baghpur) que es devia celebrar per celebrar l'expedició que cada any es feia contra els nòmades, expedicions que esmenta Al-Biruni. El cap dels oghuz, de títol yabghu, passava els hiverns a la colònia coràsmia de Yengi-kent (Dih-i-naw, després Al-Karya al-djadida, moderna Djakentkala). Les explotacions agrícoles del país estaven protegides per fortificacions, el que lligaria bé amb incursions dels pobles nòmades estrangers. Els àrabs van fer algunes incursions a la segona meitat del segle vii, la més important la del 681 de Salm ben Ziyad contra una vila de la frontera, probablement Hazarasp. Els prínceps locals de la Sogdiana s'havien aliat per fer front als àrabs.
Tolstov suggereix que les fortificacions de les explotacions agrícoles del país eren per defensar-se de revoltes dels camperols contra els feudals de les comarques. Invocà en favor d'aquesta tesi els esdeveniments de la conquesta: Kutayba ibn Muslim al-Bahili, governador del Khorasan (província del Califat) per compte del gran governador Al-Hadjdjadj ben Yusuf, es va presentar a la regió el 712 (93 de l'hègira), cridat pel sobirà afríghida, que havia fugit a Merv enderrocat pel seu germà Khurrazad ("nascut del Sol") al que no podia derrotar per recuperar el poder. Tolstov considera aquesta revolta com una revolta social del tipus neo-mazdaquita que eren corrents als camps perses a l'època, i una revolta de les masses rurals i urbanes contra el sobirà i l'aristocràcia terratinent. Es basa en la indicació d'Al-Tabari segons la qual Khurrazad va confiscar les dones esclaves, els cavalls de raça, els objectes valuosos i altres de les persones relacionades amb la cort. Però el context social de la revolta, si va existir, no és esmentat a les fonts àrabs.

### Dinastia afríghida
Així doncs el 712 els àrabs es van presentar a la zona; van caldre dues expedicions per dominar el país. El xa Khurrazad fou derrotat i el seu germà Askadjamuk fou mort per Kutayba. Va pujar un nou sobirà. El país va haver de pagar tribut i enviar tropes auxiliars. Al-Biruni diu que Kutayba va fer matar tots els que coneixien l'antiga escriptura coràsmia i les antigues tradicions històriques, el que segurament és una exageració. El tribut va caure aviat en desús. Els xas afríghides es van convertir a l'islam probablement sota el califa Al-Mamun. Abans del 750 apareix Abd al-Malik ben Harthama i del que no se'n sap res. El 751 fonts xineses deixen constància d'una ambaixada del xa Shawushfar(n). Sembla que la llengua i la cultura del país va aguantar uns quants segles.
El zoroastrisme hi va existir fins al segle xi, però en clara disminució. La religió cristiana s'hi va desenvolupar (cristians melquites grecs) per les relacions amb els romans d'Orient i Al-Biruni diu que hi havia un metropolità melquita a Merv. També hi havia un cert nombre de jacobites o monofisites. Notitia Episcopatum del segle VIII diu que el bisbe melquita de Khwalis (Coràsmia) depenia del bisbe de Doros a Crimea. Encara al segle xiii els viatgers esmenten els cristians de Urgendj procedents de les comunitats de khàzars, alans i russos. El rei Hethum I d'Armènia Menor, en el seu viatge a Mongòlia, parla d'aquests cristians i diu que depenien del patriarca d'Antioquia. L'islam s'hi va introduir al segle VIII i va esdevenir religió majoritària al segle ix. Foren musulmans sunnites, i per manifestar la seva ortodòxia van agafar l'hàbit de maleir Ali després de l'oració. I va arrelar el mutazilisme que hi va romandre encara un segle quan ja havia desaparegut de la resta del món musulmà. Molts dervixos i altres zeladors de la religió que operaven a les estepes, van sortir d'aquesta regió.
Administrativament al segle x s'havia produït una divisió entre els governadors locals de Gurjandj i els xas afríghides que governaven a Kath, divisió que no se sap quan té origen però podia ser al segle viii. La prosperitat de Gurgandj derivada de ser via del comerç del sud de Rússia i Europa va portar a l'ascens de la dinastia mamúnida. Kath també era prospera com a mercat dels turcs del Turquestan, la Transoxiana i el país dels khàzars però va haver de ser abandonada per un dels freqüents canvis de curs del riu Amudarià i reconstruïda més a l'est.
El 921 el xa (no es coneix el nom) es va unir a la rebel·lió de l'amir samànida Layli ben Numan, el que indicaria que Coràsmia ja estava sotmesa als samànides. El 944 Ibn al-Athir esmenta Abdallah ben Ashkam (que no figura a la llista d'Al-Biruni) que es va revoltar contra el seu sobirà el samanida Nuh I ben Nasr. Es conserven monedes d'Ahmad ben Muhammad datades del 959/960 i el 976/977.

### Dinastia mamúnida de Gurgandj
Del 995 al 1017 va governar Coràsmia i Gurgandj la dinastia Mamúnida.

### Dinasties turques
El 1017 els gaznèvides van derrotar l'exèrcit local a Hazarasp i van ocupar el territori i establir-hi una dinastia local de governadors esclaus turcs. Això va portar a un procés de ràpida turcisació ètnica i lingüística sota els governadors altuntàshides i després sota els seljúcides. A partir del 1034 la dinastia fou independent. El 1041 el territori fou ocupat pel yaghbu oghuz de Djand, Abul Fawaris Shah Malik, aliat de Masud de Gazni, però en el moment de la conquesta Masud ja havia mort.

#### Domini turc seljúcida
El 1042 fou expulsat pels seljúcides Toghrul i Chagri, que van dominar també Djand. El territori fou incorporat al soldanat oriental seljúcida de Chagri Beg, que hi va nomenar governadors. Arslan Arghun, fill d'Alp Arslan va ocupar aquest càrrec per un temps, com també el va ocupar, en temps de Malik Shah, el fill del visir Nizam al-Mulk. A Coràsmia els seljúcides reclutaven els ghulam, tropes turques professionals.

#### Dinastia anuixtigínida
A partir del 1077 (i de fet el 1097) es va establir la dinastia d'esclaus turcs seljúcides dels anuixtigínides. Màlik-Xah I hi va enviar com a governador, vers 1077, el seu esclau Anuixtigin que fou el fundador de la dinastia anuixtigínida que va arribar al seu cim amb Muhàmmad de Coràsmia.

### Dominació mongola
Sota els mongols, Coràsmia fou incorporada als dominis de l'Horda d'Or excepte el sud (amb Kath) que fou part de l'ulus de Txagatai. Durant el seu domini (1231-1350) es va reconstruir (1231) Urdjendj a poca distància de l'antiga Gurgandj. Fou visitada per Ibn Battuta vers el 1330 que procedia de Saray. Parla dels mercats magnífics i de la gran densitat de població. Kath havia quedat reduïda a un llogaret. Lloa les fundacions de caritat, les madrasses, els hospitals i altres edificis, molts dels quals havien estat construïts pel gran governador Kutlugh Timur, nomenat per Ozbeg Khan. Va visitar un hospici que depenia de la tomba del gran xeic sufita Nadjim al-Din al-Kubra, mort pels mongols durant la conquesta d'Urgendj. així com les tombes d'Al-Zamakhshari i de la begum Tura Beg Khanum, esposa de Kutlugh Beg. Fou possessió directa del kan i el 1340 Ibn Fadl Allah al-Umari constatava que els preus eren idèntics a Urgendj i a Saray (situada al Volga) i que a les dues ciutats s'utilitzaven les mateixes unitats de pes i mesura.

### Conquesta temporal de Qzaghan
En una data no segura (entre 1355 i 1356 probablement), Qazaghan va voler conquerir el país de Coràsmia i va donar a Tamerlà el comandament de l'expedició. Aquest el va rebutjar segons ell mateix diu, esperant que el comandant fos derrotat per anar-hi llavors ell i sotmetre el país. Qazagan en va parlar amb amir Khidr, i aquest amb el membre del consell Bayan Kuli, el kan; Khidr especulava que una vegada conquerit el país, cosa fàcil, seria assignat al príncep hereu Abdallah i a ell correspondria tota la fama de la conquesta i així li va comunicar a Qazaghan. Aquest va optar doncs per enviar a Abdallah. Aquest va entrar al país però de seguida es van adonar que les defenses s'havien reforçat i la força invasora, mancada de subministraments, va quedar en situació exposada.
Llavors Qazaghan va tornar a donar el comandament a Tamerlà amb autoritat sobre Abdallah. Timur va ordenar a l'exèrcit d’Abdallah romandre estacionats al mateix lloc. Els corasmis romanien tancats a les seves fortaleses (probablement Gurganj o Urganj i altres). Tamerlà es va dirigir a tots els caps de clan i tribu de la zona i els va demanar intercedir amb el governador de les fortaleses per la rendició i finalment tots es van acabar rendint. Llavors Timur va dividir entre els caps el país de Coràsmia i Ourkunje (Urganj). Després de prendre possessió de totes les fortaleses del país, va nomenar un governador general o superintendent de la seva confiança (un kutwali) establint així un govern regular. La seva idea era establir-se ell mateix com a governant però veient que la gent del país no li seria lleial, va desistir i va retornar a Samarcanda amb Abdallah. Aquest no obstant li va donar el país (les rendes?) de Ourkunje.

### Dinastia sufida
Entorn del 1360 va aparèixer localment una dinastia, els sufides, originades en la tribu turca dels qongrat. La darrera moneda de l'Horda d'Or és datada el 1361 i la primera de Husayn Sufi, el fundador de la dinastia està datada el 1364. La dinastia va aconseguir desplaçar els txagatais de Kath i de Khivà i va poder evitar els atacs de Tamerlà fins al 1379. Finalment Tamerlà va ocupar el territori el 1380 i el va conservar quatre o cinc anys. Tot i aquest parèntesi la dinastia sufida va reaparèixer amb el suport del kan de l'Horda d'Or Toktamish. Però el 1388 fou derrotat per Tamerlà que aquesta vegada va arrasar Urgendj, desastre del qual la regió ja no es va recuperar.

### Primera expedició de Tamerlà (Timur)
Timur tenia com enemics no sols als jats. Tenia veïns amb un cert poder que durant els anys de guerra a Transoxiana havien fet repetits atacs a la zona i s'havien aprofitat de la situació. Un d’aquests era un sufita anomenat Husayn Sufi ibn Yanghadaisenyor de Khivà i Urganj i de la mar d'Aral, que devia fidelitat al kan de Mogolistan; aquest senyor era un príncep de la dinastia Kungrat i recordava a Timur con un guerrer errant que va lluitar per la vida en les sorres vermelles. Urganj era un centre de comerç florent a la zona de la desembocadura del Amu Darya, amb altes muralles; el clan dels sufites eren a més orgullosos.
Husayn Sufi ibn Yanghadai, el governant de Coràsmia, d’ençà que s'havia presentat anteriorment al consell, havia començat a donar mostres d’hostilitat enviant tropes per saquejar part del territori de Mawara al-Nahr. Alguns religiosos i notables de Coràsmia es van queixar de Husayn Sufi afirmant que els districtes de Khivà i Khat havien estat des de temps immemorial del kanat de Txagatai però Husayn Sufi els havia trobat sense amo i havia pres possessió de tot el país i exercia una tirania opressiva sobre els habitants. Timur va dubtar si havia de dirigir-se contra Coràsmia o era preferible iniciar la conquesta del Khurasan (província mongola) .
Va enviar unb ambaixador, el tavachi Alafi Kutxin, que va reclamar la evacuació de Khivà i Khat a lo que Husayn Sufi va respondre que els havia conquerit amb l'espasa i amb l'espasa se li haurien de prendre. Alafi va informar a Timur que va decidir anar contra Coràsmia (1371). El mufti Mawla Jalal al-Din va demanar a Timur que el deixés intentar una mediació, i Timur hi va consentir; Jalal al-Din va viatjar a Coràsmia i va intentar convèncer a Husayn de deposar la seva actitud però no ho va aconseguir. Quan Timur en fou informat va decidir procedir a l'expedició.
Timur va sortir de Samarcanda cap a l’oest i va acampar a la plana de Kaba Miten, prop de Karshi. A Samarcanda va designar governador a l'amir Saif al-Din Barles. Seguint paral·lels al Jihun van arribar a Bukharà.
La divisió d’avantguarda (keravu) va marxar immediatament per la zona, on hi havia saquejos, i va fer fugir a l'enemic i van fer un bon nombre de presoners que foren executats. Els que van escapar es van refugiar a la fortalesa de Kath, el governador de la qual era Bayram Yusavul, amb el cadi Shaikh Muvayd, i es van tancar a la fortalesa que fou assetjada. Timur va ordenar assaltar Khat sense maquines de guerra; la rasa seca fou omplerta de brossa i terra i es van utilitzar escales. Shaikh Bahadur va intentar escalar les muralles i va llançar una corda (kumund) que fou tallada però va insistir i recolzat per Jahan Pahlawan, va poder pujar la paret; les tropes van fer un assalt general. Aleshores el governador va demanar quarter i Timur li va concedir un quart, però ja tota la riquesa de la fortalesa fou objecte del saqueig dels soldats. Tots els homes foren passats a ganivet i les dones (esposes i filles) foren venudes com esclaves. Un oficial que havia refusat participar en la batalla de Kath, va ser privat de les seves armes de manera deshonrosa i enviat per ser passejat pels carrers de Samarcanda durant dies muntat en un ase mirant cap a la cua.
Timur va passar tres dies a Kath i després va anar a Urganj, el setge de la qual requeria maquinaria de guerra; va enviar a Ghiyath al-Din i Aljaitu, amb dos divisions, per atacar els flancs de l'exèrcit de Husayn Sufi, i el va atacar amb el cos principal dirigit per Ky Khuseru Khuttelani; van entrar a la plana de Coràsmia. Husayn Sufi va enviar un ambaixador a demanar perdó i a dir que en el futur seria obedient. Timur el va perdonar però no se’n refiava i va confessar a Ky Khuseru que li calia tenir la fortalesa de Coràsmia per seguretat del regne. Ky Khuseru, que planejava una revolta, va enviar un missatge a Husayn Sufi aconsellant-lo no entregar la fortalesa a Timur, però que si sortia amb les seves tropes i presentava batalla, ell mateix se li uniria amb totes les seves forces (10.000 homes). El príncep de Coràsmia finalment va sortir amb el seu exèrcit de Urganj avançant fins a la riba del riu Karan a uns 2 farsakhs (entre 6 i 10 km) de la fortalesa. Però Timur va enviar a Ky Khuseru amb les seves forces a una posició per tallar la comunicació entre l'exèrcit de Husayn Sufi i la fortalesa el que li impedia actuar durant la batalla. Va ordenar a l'amir Muvayad Arlat pujar el riu amb la seva divisió, i després creuar, i al mateix temps va enviar Khetay Bahadur al riu, per efectuar el pas per sobre d’aquest, i Ak Timur li va ordenar creuar amb la seva divisió davant l'enemic; les tres divisions van passar el riu amb els seus cavalls quasi nedant i van arribar a la riba oposada amb seguretat, excepte Aylchy Bahadur, que va caure del seu cavall i es va ofegar. Quan Timur anava a avançar cap al riu, Muhammad Selduz el va aturar (no es tasca del príncep combatre, li va dir) i va agafar el estendard i es va acostar al riu; quan les divisions van veure l'estendard es va iniciar la batalla. Husayn Sufi veient la situació desesperada de les seves tropes, va fugir sol cap el fort de Urganj. Els soldats victoriosos de Timur van posar setge a la fortalesa i, en molt poc temps, van estar molt prop de conquerir-la.
Husayn Sufi va morir llavors de causes naturals (de desesperació, diu Yazdi) i el va succeir el seu germà Yusuf Sufi que tot seguit va enviar la seva espasa i va manifestar el seu dolor per tot el que havia passat declarant la seva obediència i fidelitat a Timur. També es va oferir a donar en matrimoni la seva neboda (filla de Husayn Sufi) de nom Khan Zade (descendent d’un kan genguiskhànida, neta de Uzbeg Khan de l’Horda d’Or) a un dels fills de Timur, enllaç que serviria de vincle entre les dues parts. Timur hi va donar el acord amb la condició que agents del fill Jahangir (que seria el nuvi) haurien de quedar a Coràsmia per recaptar el tribut. Això fou interpretat pels sufites com que Timur volia assolir a Coràsmia la posició del kan jat. Timur va tornar aleshores a Samarcanda. Allí va descobrir que Amir Ky Khuseru Khutelani havia sostingut correspondència secreta amb Husayn Sufi durant el setge i l’havia animat a oposar-se i li havia promès unir-se a ell. Ky Khuseru havia enviat un agent seu, el seu fill de nom Shah Mahmud Khuttalani, per formar un tractat secret amb Yusuf Sufi pel qual actuarien plegats en la destrucció de Timur. Aquest va mantenir la informació que havia descobert en secret.

### Segona expedició a Coràsmia (1372)
Sultan o Shah Mahmud, fill de Kai Khusraw, havia abandonat Samarcanda i s'havia dirigit (1371) a la cort de Coràsmia amb Abu Ishaq, fill de Khidr Yasauri, i Hajji Mahmudshah Bukhari on van aconseguir convèncer a Yusuf Sufi de continuar la rebel·lió del seu germà. Al final de la tardor (1371) Yusuf va reocupar Kath confiant en les promeses que li feien el fill de Kay Khusraw i els altres conspiradors. Els agents de Jahangir al regne de Coràsmia foren expulsats i la dinastoa sufi va tornar a la rebel·lió.
L’any 1372 Timur va reunir les seves tropes prop de Karshi- Nakhab i de Kish, i va sortir de Samarcanda amb l'excusa d’una cacera però decidit a fer una incursió a territori de Coràsmia per venjar-se de Yusuf Sufi. A la plana de Karshi va convocar una assemblea de nobles i religiosos on va fer comparèixer a Ky Khuseru; aleshores va exhibir el tractat secret i Ky Khuseru va confessar i va acceptar el càstig que li fos dictat; fou privat del comandament de l’Horda Khuttalani que fou donat a Muhammad Mirak (o Mirka), fill de Shir Bahram, de l’altra branca familiar amb la que justament existia una gran enemistat; a Muhammad també li va entregar a Ky Khuseru perquè fes amb ell el que volgués. Després es va dirigir a Coràsmia passant el desert.
Yusuf Sufi, assabentat de la sort del seu aliat i de l’arribada de Timur, va enviar un ambaixador a pregar als caps i a Jahangir a intercedir pel seu perdó. També va enviar a la seva neboda, Khan Zade, amb una comitiva i regals (or, gemes, pells fines, satinats, tapissos ornats, i fins i tot un tron daurat), per a ser confiada a Jahangir. Khan Zade era molt expressiva i va demanar el perdó pel seu oncle a Timur. Aquest va accedir i va confiar el regne de Coràsmia a Jahangir però Yusuf Sufi l’administraria per delegació, tornant després a Samarcanda. Amir Yadghar Barles (descendent de Lala, fill de Karaxar Noyan), Daud Dughlat i Oljeitu Apardi foren els encarregats de portar la núvia Khan Zade a Samarcanda on fou rebuda per les principals dones de la família timúrida entrant amb tot honor i pompa. Després es va celebrar la cerimònia nupcial en presència dels sayyids i ulemes. D’aquesta manera es va estendre el domini de Timur a la zona que no havia estat governada anteriorment per Qazagan; els jalayirs occidentals es van reunir als seus parents jalayirs situats en el ulus de Txagatai i al Mogolistan.

### Tercera expedició de Timur a Coràsmia (1375), frustrada
Al final del hivern del 1374-1375, Timur va donar ordre de reunir altre cop l'exèrcit anunciant que l’objectiu era Coràsmia. Quan hi van ser tots va fer detenir a Shaikh Muhammad Bayan Selduz al que es va interrogar i va confessar el seu pla criminal i fou declarat culpable i fou entregat a Her-i Mulk Selduz, un parent seu, al germà del qual havia matat; ara Her-i Mulk va prendre venjança i el va matar de la mateixa manera. Ali Dervix i Muhammad Dervix, implicats en la conjura, també foren condemnats a mort i executats. El tuman dels selduz fou donat a Ak Timur Bahadur. L'execució d’Ali Dervix Jalayir i del seu germà Muhammad Dervix Jalayir, fou deguda segurament a que eren rivals potencials d'Adil Shah Jalayir el que seria una senyal per portar a aquest altre cop a l’obediència i amb ell a tots els jalayirs. En l'expedició a Coràsmia el seu còmplice l’amir Turken Arlat (governant de Gurziwan) va desertar (es va retirar cap al seu país al Khurasan, quan després de creuar el Jihun s'anava a trobar amb l'exèrcit imperial, al·legant que en un somni havia vista la seva mort). Timur va enviar un destacament a perseguir-lo i Turken els va enfrontar resultant mort en el combat.
Timur va deixar a Ak Bugha com a governador de Samarcanda i va enviar al Mogolistan a Adil Shah Jalayir, Sar Bugha, Eltxi Bugha i Khetai Bahadur (i altres amirs) amb un exèrcit de 30.000 cavallers amb ordre de buscar al kan Kamar al-Din; la resta de l'exèrcit imperial es va dirigir cap a Coràsmia. Quan es va saber la deserció de Turken o Turkan Arlat Timur va enviar a un amir de nom Pulad (probablement Pulad Bugha) a perseguir-lo; van passar per Ankhud i finalment el van atrapar a Faryabon Turkan i el seu germà Turmij Arlat van presentar batalla, però foren derrotats i van haver de fugir; Pulad sol va perseguir a Turkan; aquest, amb el cavall cansat, va desmuntar i va matar el cavall de Pulad d’una fletxa, però la que anava dirigida al propi Pulad no el va tocar; els dos homes van lluitar cos a cos i finalment Turken va morir en el combat (Pulad li va tallar el cap); Aman Serbedal, que havia marxat en persecució del seu germà Turmij, també el va atrapar i el va matar; els dos caps foren enviats a Timur.
Timur ja estava una mica més enllà de Kath, quan va saber que Samarcanda era atacada per Sar Bugha i altres rebels. Va tornar enrere; va enviar per davant al seu fill Jahangir ibn Timur mentre ell seguia al darrere amb el gruix de l'exèrcit.

### Conflicte a Coràsmia (1378)
El hivern del 1376 al 1377 Timur l’havia passat a Otrar. Durant l’absència de Transoxiana de l'emperador grups de soldats havien fet una incursió a la zona de Bukharà i havien fet saquejos. Aquest soldats pertanyien segurament a Toktamish (tot i que les fonts no ho diuen). Van incendiar un palau a la rodalia de Bukharà i es van retirar cap al riu Sihun (Sir Darya). Les forces de Timur que li van fer front, manades pel fill de Timur, Omar Shaikh, van combatre be però foren derrotades. Aquesta acció va provocar la revolta dels sufís de Coràsmia (desitjosos de recuperar la independència) i que els clans jats (els mongols de Mogolistan) agafessin els seus cavalls per sortir al pillatge. Timur va intentar refer les destrosses sense saber quan tornaria Toktamish.
A la primavera Timur va enviar un ambaixador de nom Djelarem, per preguntar la causa de l'hostilitat del sobirà de Coràsmia contra un estat aliat. L’ambaixador fou empresonat. Timur va enviar aleshores una carta però el que la va portar fou empresonat igualment. Llavors va enviar a Tui Bogha (de malnom “el lladre”) a saquejar els ramats de la zona al nord de Bukharà.

### Tercera expedició a Coràsmia (1379)
Toktamish va tornar a Coràsmia en el punt més fred del hivern, apareixent amb una host formidable al riu Sihun. Timur no volia deixar el país exposat i defensar les ciutat darrera les muralles, mai ho havia fet. La meitat del seu exèrcit estava a l'est combatent als jats saquejadors i només tenia uns milers de soldats per fer front als invasors. Ell mateix al capdavant, va dividir les seves forces i les va portar fins al Sihun. Desafiant la pluja i la neu, els cavalls arribaren fins a les posicions enemigues. Van atacar les avançades de l’Horda, infiltrant-se entre les divisions de Toktamish. Amb la maniobra de Timur semblava que es tractava d'una host molt més gran del que era. Quan Toktamish els va veure donant voltes per la seva part posterior, va estar segur que era una força poderosa i no es va voler arriscar a que se li tallés la ruta del nord i per això es va retirar ràpidament i Timur va ordenar que el seguissin destacaments i que es mantinguessin a tocar amb ell.
Quan les carreteres s'havien dessecat a la primavera Timur es va dirigir cap a l’oest i va entrar al país dels sufís, a Coràsmia. Ja havia fet campanya allí el 1371 i 1372 i l’havia deixat com un estat aliat vassall. Ara Yusuf Sufi tornava a estar enfrontat a Timur amb el suport de la Horda Blanca. Es creu que actuava instigat per Toktamish, ara kan de l’ Horda Blanca, que reclamava Coràsmia com a seva (la part nord dels dominis sufites eren antigament de l'Horda després anomenada d'Or; la part sud del ulus Txagatai). Yazdi situa l'expedició el febrer del 1379 (mes de shawal del 780, corresponent a l’any del cabrit o de l’ovella mongol).
Les forces de Timur van arribar a les fronteres de Coràsmia i van passar per Eski Kuz i va arribar a Urganj que fou rodejava i es va fer el crit de combat o surun. Es va construir una fortalesa a l'exterior en front a la d’Urganj. Llavors Timur va rebre una carta de Yusuf Sufi en que el desafiava a un combat singular. Contra el parer de tots els seus ministres, comandants i consellers, Timur va voler acceptar i va rebutjar que algú ho fes en nom seu. Timur es va dirigir a la porta de la fortalesa, però el contrari no va comparèixer al lloc previst pel combat tot i els desafiaments de Timur. Els arquers estaven tots en posició a les muralles però cap va gosar disparar a Timur; aquest es va dirigir a Yusuf i li va pronosticar “el que falti a la seva paraula perdra la vida”, que molts creuen que anava dirigit als arquers per que es mantinguessin quiets, però Yazdi ho interpreta com una profecia feta amb encert a Yusuf. Timur finalment se’n va haver de tornar a les seves línies. El rere país fou assolat durant tres mesos.
Uns dies després Timur va enviar a Yusuf uns melons i els soldats de la fortalesa van agafar els melons i els van entrar. Aleshores un guerrer de nom Hajji va sortir de la fortalesa amb un grup de guerrers. Els assetjadors dirigir per Omar Shaikh, es van llençar sobre el grup que havia fet la sortida i es va iniciar un combat que es va generalitzar i va durar fins a la nit quan els assetjats finalment es van retirar a la fortalesa. Van destacar en el combat Eltxi Bugha i Anushirwan, fill d’Ak Bugha que van resultar ferits greus; Elchi es va poder recuperar al cap del temps però Anushirwan va morir.
Es van començar a fer servir maquines de setge i progressivament la torre que allotjava a Yusuf Sufi va quedar destruïda de manera que va haver d’anar a residir a un altre lloc. El setge va durar tres mesos i setze dies (febrer a maig del 1379). Les malalties es van desenvolupar al interior de’Urganj i Yusuf Sufi en va ser afectat i va morir (algunes versions -com a Marozzi- insinuen que es va posar malalt de vergonya i va acabar morint però una epidèmia es mes probable). El mateix dia de la defunció es va produir l’atac final; els assaltants van entrar a la ciutat que fou sistemàticament saquejada i els habitants massacrats o van esdevenir esclaus; els edificis foren arruïnats. Les muralles minades i enderrocades. Els palaus i els hospitals es van cremar i tota la ciutat va quedar en ruïnes i amb molts cossos carbonitzats abandonats. Els artesans, savis i caps religiosos foren enviats a Kish on també es van enviar molts esclaus. Després va tornar enrere i e va dirigir a l'est expulsant els clans jats que es dedicaven al saqueig, arribant fins a Almaliq, mantenint-los lluny per que per força temps no causessin problemes a les fronteres. Durant un temps breus dos amirs de Timur haurien governat Coràsmia però vers el 1380 els sufi tornaven a tenir el controls amb Sulayman Sufi.

### Quarta expedició a Coràsmia (1388)
El 1388 Timur va sortir cap a Coràsmia. Va acampar a Egryar enviant per endavant a dos prínceps tuluïdes, Konge i Timur Kutluq, dos prínceps que havien abandonat el partit de Toktamish i passat al servei de Timur; al riu Bagdadek van enviar un explorador endavant per informar-se i es va localitzar el bestiar del príncep tuluïda Ilikmish (casat amb la germana del emir (o xah) de Coràsmia Sulayman Sufi), que guardava un pastor; aquest i el bestiar foren agafats i enviats a Timur. Aquest va seguir fin alk riu Khedris (que marcava la frontera entre Transoxiana i Coràsmia) i allí un desertor dels enemics els va informar que Sulayman Sufi i Ilikmish havien fugit de Coràsmia.
Timur va enviar a Miran Shah amb cinc regiments a perseguir als dos prínceps. Timur va entrar a Urganj i una part de la població fou massacrada i va obligar a la resta a traslladar-se a Samarcanda. Quan les ciutats es resistien Timur mostrava una gran crueltat. Urganj fou arrasada i la matança va durar deu dies al final dels quals només quedava en peu una mesquita; sobre el que havia estat la ciutat va fer sembrar ordi. El sistema de reg extensiu, que regava un gran nombre de camps i que fonamentava tota l'activitat agrícola, va ser sistemàticament destruït. Urganj es va deixar al desert. Després d’això Timur va retornar a Samarcanda

### Resta del regnat de Tamerlà i regnat de Xah Rukh
Als anys següents es va aixecar gradualment, però mai no va recuperar el seu esplendor i amb el temps va ser desplaçada per la veïna ciutat de Khivà com a capital de Coràsmia. El 1401 Timur hi va enviar a Musike Kutxin, fill de Junki Kutxin a restaurar Urganj i Coràsmia i la ciutat fou restaurada i el país repoblat; les muralles de Khiva i Kat foren reconstruïdes i altres llocs van rebre l’atenció de Musike. El mateix 1401 s'esmenta un governador interí en una absència de Musike o Mufike: l'amir Nemedi que actuava fins al retorn del titular. El 1402 el governador era Xah Màlik (amir). El 1405, a la mort de Tamerlà, els kara tàtars van fugir de Transoxiana, foren capturats i portats a Coràsmia. A partir del 1405 hi va haver conflictes entre el governador i els kara tàtars que va derivar en una autèntica guerra civil ja que els kara tàtars volien tornar a Rum. Musa Ka i el seu loctinent Nemik van haver d' abandonar Coràsmia cap al Khurasan
Per aquest temps l’amir Adku o Adiku, que tenia el títol d’amir al-umara, va sortir de Kiptxak i es va dirigir a Coràsmia i el gener del 1406, aprofitant que Musa Ka estava absent, es va emparar del poder a Urganj on va instal·lar al govern l'amir Anka, retornant a Kiptxak. Poc després, a finals de març, van començar a arribar a Coràsmia, refugiats que fugien de Khalil Sultan que van portar al poder a Pir Padxah (fill de Lukman Padxah), l'ex kan de Gurgan i Astarabad que havia estat derrotat per Xah Rukh i s'havia refugiat a Coràsmia, disposant de molt d’or que li havia facilitat Khalil Sultan. El seu objectiu era la reconquesta de Mazanderan que no va aconseguir. Quan va marxar cap al Mazanderan al cap d'uns mesos, Anka va conservar o recuperar la posició de governador. (226). Musa Ka havia enviat a la seva família a Coràsmia i ell mateix estava a punt de tornar-hi; Xah Rukh se'n va assabentar i el va fer arrestar i carregar de cadenes i el va portar a Herat.
El 1408 el kan Xadibeg va morir i el va succeir Pulad Khan però l’amir Adiku, que continuava exercint un gran poder, va cridar a Anka i va establir a Baglejeh com a governador. Pulad Khan va morir (la data del 1410 donada a la font no és correcte; la mort fou molt probablement el 1412 però és possible que la pèrdua efectiva del poder fos abans) i va ocupar el poder Timur Khan el qual va intentar desfer-se d'Adiku, però aquest va fugir a Coràsmia, on el poder de Timur Khan de fet no arribava; Adiku va reunir un exèrcit i va marxar cap a la regió dita dels Ulus fins un lloc anomenat Sam, a 10 dies de marxa de Urganj on es va trobar amb un contingent enviat per Timur manat per Ajiki Bahadur i Gazan, i es va lliurar una batalla; en aquesta va morir Baglejeh, el governador, i Adiku fou derrotat i va haver de retirar-se cap a Coràsmia (aquest fet es data vers el maig o juny de 1411). Els amirs Dekneh i Gazan van arribar a Urganj i van assetjar la ciutat durant sis mesos. En aquest temps Jalal al-Din Khan va derrotar a Timur Khan i va saquejar el seu ordu. Jalal al-Din va enviar missatges als amirs que combatien a Coràsmia en el que es proclamava kan i els ordenava perseguir a Adiku, que qualificava de enemic; però al cap de poc el nou kan va canviar de parer i va comunicar als seus que si Adiku entregava al seu fill Sultan Mahmud i a la germana de Jalal al-Din (esposa del fill de Jalal al-Din. sic), es comprometia a encunyar moneda i a llegir la khutba en nom del nou kan, la guerra s'havia d’acabar. Gazan, que s'havia casat amb la germana de Jalal al-Din, era partidari de la pau, mentre que Dekneh, casat amb una germana der Timur Khan, era partidari de la guerra. Mentre Timur Khan, després de la seva derrota, va arribar a Coràsmia i Gazan, per evitar que es reunís amb Dekneh, va enviar al seu servidor, Jan Khoja, que el va assassinar. Jalal al-Din va gratificar a Gazan amb el títol de kan delegat a Coràsmia i va ordenar a tots els amirs d’obeir les seves ordres. Dekneh va fer l'enterrament de Timur Khan.
Diversos amirs dirigien el setge d’Urganj, sent el comandant principal Khidr Oghlan, seguit de Dekneh i tercer era Gazan, però ara Gazan esdevenia el primer i va fer immediatament la pau amb Adiku en els termes exigits pel kan. Els soldats van aixecar el setge i se’n van anar a trobar a Jalal al-Din. Quan un amir de nom Kajulai els va trobar a Belúkia, i els va reprotxar haver deixat el setge, van respondre que ells sent deu mil no havien pogut conquerir la ciutat i que ell, amb tres o quatre mil, no els podia donar lliçons. Kajulai va contestar que amb la seva sola presència podria conquerir Urganj. Adiku, assabentat, va sortir de la ciutat i va anar a enfrontar a l'enemic amb forces inferiors; va viatjar de nit i es va amagar de dia; quan va trobar als enemics, va dividir les seves forces en dos parts: una que va rebre ordre d’atacar i al cap d’un temps fugir i desbandar-se; l’altra que atacaria a l'exèrcit enemic en el moment de la fugida del primer cos. Es va lliurar combat i el primer cos no va tardar a fugir i fou perseguit per la gent de Kajulai; però de sobte es va presentar Adiku, i Kajulai va haver d’acceptar el combat; en aquest Kajulai va resultar mort. Es va fer un botí considerable i les forces van tornar a Coràsmia portant el cap de Kajulai.
El 1412 Xah Rukh va enviar dos amirs a Coràsmia: Alikeh Kukeltaix i Elies Khoja, amb un exèrcit, i Musa Ka de Transoxiana (ja alliberat) amb 5000 homes. Els dos exèrcits es van trobar ja en territori de Coràsmia. A Urganj tenia el comandament Mubarak Xah, fill d’Adiku, amb Bijek com a cap de l’administració (emiri-diwan) i Sader com a cadi. Els amirs i notables es van reunir i hi va haver criteris divergents sobre que calia fer, però Adiku va optar per proposar la pau. Mentre Alikeh i Elies s'havien dirigit a un altre punt del país (que la font no identifica) i havia matat i fet presoners a molts habitants; els partidaris de la guerra es van reforçar i van fer un atac sorpresa a les forces imperials, que al no estar preparades foren dispersades; els combats van durar tot el dia i part de la nit fins a l’arribada d'Adiku i de l’amir i príncep Genguis Oghlan. Les tropes imperials van abandonar el lloc perseguits pels corasmis que van saquejar els seus campaments. Quan l'emperador ho va saber va decidir enviar a Xah Malik i a Said Ali Tarkhan.
Mubarak Xah va reprendre als habitants que havien participat a les lluites i alguns foren empresonats; això el va fer esdevenir impopular; d’altra banda Xah Rukh va fer el mateix amb els seus amirs i amb els que havien maltractat a la població de Coràsmia, i a alguns els va fer tallar el nas i les orelles; això va capgirar a l'opinió pública a favor de l'emperador. Mubarak Xah va fugir i es va reunir amb el seu pare. Les forces imperials de Xah Malik i Said Ali Tarkhan es van presentar davant la ciutat i els notables d’aquesta van sortir i es van rendir. Els dos amirs van poder tornar a Khurasan si bé Xah Malik va restar uns dies per organitzar el govern i l’administració del territori i dictar algunes normes suposadament justes
L’abril del 1413 Xah Malik va retornar a Herat on fou rebut amb honors per Xah Rukh que poc després el va nomenar governador de Coràsmia, funcions en les quals va restar fins a la seva mort. Xah Malik encara és citat com a governant vers 1425. El 1416 l'amir Jabar Berdi havia fet fugir a Genguis Oghlan (un antic príncep al servei de Xaikh Nur al-Din el 1409-1410 que després es va posar al servei d'Adiku) i havia sotmès als uzbeks
Després del 1437 el poder suprem va alternar entre timúrides i Horda d'Or però el local romangué en mans dels sufides. El 1505 el país va caure en poder de Muhammad Shaybani, el fundador de l'emirat uzbek xibànida (a Transoxiana) que el 1510 va perdre davant Pèrsia. Fou llavors quan prengué el control local una dinastia uzbeka anomenada Arabshàhida o dels Arabshàhides derivada de Djoci, el fill gran de Genguis Khan.
Per a la història posterior vegeu Khivà

## Personatges destacats
- Muhàmmad ibn Mussa al-Khwarazmí (mort després del 847), matemàtic
- Al-Biruní (mort vers 1050), historiador

## Governants
Dinastia afrighida
- Afrig (305-320)
- Bagra (320-340)
- Sakhkhasak
- Askadjamuk I
- Askadjavar I (415-445)
- Sakhr I
- Shaush
- Khamgari
- Buzgar
- Artamukh vers 600
- Sakhr II
- Sabri
- Askadjavar II (expulsat cap a Merv)
- Askadjamuk II vers 710)
- Khurrazad vers (710-712)
- Askadjavar III
- Savshan (Shawushfar(n)) vers 751
- Turkasabatha
- Askadjavar IV (Abdallah ben Trukasabatha) vers 800 (primer musulmà)
- Mansur
- Iraq vers 898)
- Muhammad vers 921)
- Abdallah ben Ashkam vers 944)
- Abu Said Ahmad ben Muhammad (vers 959-977, probablement 944-després del 977)
- Abu Abdallah Muhammad (mort el 995)

Dinastia mamúnida
- Mamun I Abul Abas 995-997)
- Ali Abul-Hasan 997-1009)
- Mamun II Abul Abbas 1009-1017
- Mohammed Abul-Harith 1017)
- Conquesta de Gazni 1017-vers 1033)

Altunashida
- Altuntash Hajid (1017-1032)
- Harun 1032-1034)
- Ismail Khandam 1034-1041)

Oghuz
- Abul-Fawaris 1041-1042)
- Als seljúcides 1042-1077)

Anuixtigínides
- Anushtigin 1077-1096)
- Ekinchi 1096/1097)
- Arslan Tigin Mohammed Qutb al-Din 1096/1097-1127
- Qïzïl Arslan Atsïz Abul-Muzaffar Ala al-Din 1127-1156
- Il-Arslan Abul-Fath 1156-1172)
- Tekish Abul-Muzzafar Taj al-Dunya wa'l-Din 1172-1200
- Mahmud Abul-Qasim Mahmud al nord de Khurasan (1172-1193)
- Muhammad Ala al-Din (1200-1221)
- Djalal al-Din Manguberti (1221-1231)
- Als mongols 1221/1231-1359)

Dinastia sufida
- Aq Sufii fins a 1361)
- Husain Sufi 1361-1372)
- Yússuf Sufi 1372-1378)
- Balankhi 1378-1380
- Maing 1380
- Sulayman Sufi 1380-1388)
- A Tamerlà 1388-1405 i successors 1405-vers 1437)
- Uthman ibn Mohammed vers 1464
- Abd al-Khalik Firuz Shah vers 1488
- Sharif Sufi (vers 1500-1511)
- Abu'l Khayr (a Tyumen, després al nord de Coràsmia) 1428-1468
- Haidar 1468)
- Al Muhammad Xaibani kan dels xibànides de Bukharà 1505-1510
- A Pèrsia (1510-1511)
- Als arabxàhides 1511, pren el nom de Kanat de Khivà en el regnat de Arab Muhàmmad Khan I (1602-1623) quan la capital passà a Khivà.